# 2977 Chivilikhin
2977 Chivilikhin este un asteroid din centura principală, descoperit pe 19 septembrie 1974 de Liudmila Cernîh.